# Isophya tartara
Isophya tartara är en insektsart som först beskrevs av Henri Saussure 1898.  Isophya tartara ingår i släktet Isophya och familjen vårtbitare. Inga underarter finns listade i Catalogue of Life.